# 谷口浩美
谷口 浩美（たにぐち ひろみ、男性、1960年4月5日 - ）は、元男子マラソン選手、指導者。宮崎県南那珂郡南郷町（現日南市）出身。宮崎県立小林高等学校-日本体育大学体育学部体育学科卒。TOSS PLANNING所属。東京電力長距離・駅伝チーム監督、東京農業大学陸上競技部助監督を歴任し、現在は宮崎大学特別教授。
マラソンの自己最高記録は 2時間7分40秒（1988年・北京国際マラソン）で、日本男子歴代19位。

## 経歴

### 学生時代
中学時代は駅伝部に所属しつつ、短距離など他の陸上種目にも勤しみ、走高跳や棒高跳などでも才能をみせていた。
小林高校に進学し、1976年-1978年の全国高等学校駅伝競走大会（全国高校駅伝）に3年連続出場、1年次は区間14位と不本意な走りに終わったが、2-3年次はいずれも区間2位の成績で同校の2連覇に貢献した。
日本体育大学進学後には箱根駅伝（57回〜59回）で2年次より3年連続で6区を走り、いずれも区間賞を獲得した。特に3-4年次には当時の区間記録を2年連続で更新して「山下りのスペシャリスト」と呼ばれ、1983年第59回大会での日体大総合優勝9回目の原動力として活躍した。
元々は高校の体育教員または陸上部の指導者を目指しており、大学陸上を最後に競技選手を辞めるつもりだったが、教員採用試験で不合格となり、再受験準備のため地元の旭化成に2年間だけ在籍という約束で入社する。

### 実業団選手時代
旭化成陸上部では、1985年の別府大分毎日マラソンで初マラソン初優勝を達成。その後、再び教員採用試験に臨むも不合格となり、やむなく現役続行を決意するが、1987年に東京国際マラソンで優勝、更にロンドンマラソンで海外初優勝を飾るなど更に活躍を続ける。しかし1987年の福岡国際マラソン（翌1988年のソウルオリンピック男子マラソン代表選考レース）では、雨と寒さに苦しめられた上、優勝した中山竹通のハイペースについてゆけず6位と完敗。1988年の東京国際マラソンで選考レースに再挑戦するも、レース前に嘔吐する体調不良も響いて9位に敗れ、ソウル五輪代表には選出されなかった。
その後、同年10月に行われた北京国際マラソンでは、優勝したエチオピアのアベベ・メコネンに僅か5秒及ばなかったが、マラソン自己ベスト記録となる2時間7分40秒の世界歴代7位（当時）で準優勝を果たした。1989年には東京国際マラソンで2度目の優勝を飾ったほか、夏の北海道マラソンでも優勝。1990年にはロッテルダムマラソンで海外2度目の優勝を達成するなど好成績を残した。
そして、競技生活最大のハイライトとなったのが、1991年9月に開催された世界陸上東京大会の男子マラソンだった。大会最終日に行われたレースは、気温30度を超す高温多湿の過酷なコンディションとなり、中山竹通やメコネンら60人中24人が途中棄権する中、谷口は39km手前でスパートしてジブチのアーメド・サラなどを置き去りにし、2時間14分57秒で優勝を飾り、日本人選手として世界陸上大会史上初の金メダルを獲得した。2019年現在、世界陸上選手権で優勝した日本人男子選手は谷口と室伏広治と鈴木雄介だけである。
1992年のバルセロナオリンピック男子マラソンでは優勝候補の1人とされていたが、20km過ぎの給水地点で後続選手に左足シューズの踵を踏まれて転倒し、さらにシューズが脱げて履き直すアクシデントに見舞われ、30秒余りのタイムロスを負ったことが大きく影響し、優勝争いから脱落。しかしレース後半で順位を上げ、結果8位入賞を果たした。ゴール後のインタビューで、苦笑いを浮かべつつも「途中で、こけちゃいました」「これも運ですね。精いっぱいやりました。」とコメントした。
以降のフルマラソン出場レースでは優勝を果たせなかったものの、これまでの実績が評価されて1996年のアトランタオリンピックに五輪二大会連続出場を果たし、選手団主将も務めた。しかし同五輪の男子マラソンは日本人トップではあったが、入賞争いには絡めず19位に終わった。

### 現役引退後
1997年に現役を引退、旭化成陸上競技部コーチとなり指導者への道を歩む。1999年にヘッドコーチに昇格。
2001年に沖電気陸上競技部（2009年3月に廃部）に移り助監督、2002年に監督に就任した。
2008年4月より、東京電力 長距離・駅伝チーム監督に就任。2009年には同チームを全日本実業団対抗駅伝競走大会（ニューイヤー駅伝）初出場に導いた。2010年9月末をもって、同チームの監督を退任した。
2011年4月1日、東京農業大学の陸上競技部助監督として就任。また同大学の国際食料情報学部准教授へ就任。2012年1月末をもって、同大の陸上競技部助監督および准教授を退任した。
2017年8月1日、宮崎大学の特別教授に就任した。
2024年1月13日、子供達と釣りに出かけているときに脳梗塞に罹り救急搬送されるも、処置が早かったため20日間の入院治療で後遺症もなく快復している。
2025年6月放送のテレビ東京「ありえへん世界」に出演。専業主夫での生活やボランティア活動に励む様子、バルセロナオリンピックの裏話や当時の収入などが紹介された。
現在はリラクゼーションサロンを経営する22歳年下の妻（谷口は再婚）と一男一女の子供との四人家族で故郷宮崎県にて生活しており専業主夫の傍ら講演活動も行っている。この先支給される年金を心待ちにしているという。

### イメージソング
2022年4月23日、遠山修平のシングル曲として谷口浩美イメージソングがMerrow Recordsよりデジタル配信リリースされる。曲名：希望のひと ～「コケちゃいました！ 」谷口浩美イメージソング～。（作詞）森下かおり、（作曲）遠山修平、（編曲）的場英也。遠山修平セルフ・プロデュース作品。

## 主な成績

### 駅伝
- 1976年 第27回 全国高等学校駅伝競走大会（全国高校駅伝） 3区 区間14位（25分58秒）[2]
- 1977年 第28回 全国高校駅伝 3区 区間2位（25分04秒）
- 1978年 第29回 全国高校駅伝 1区 区間2位（30分34秒、1位と同タイム）
- 1981年 第57回 東京箱根間往復大学駅伝競走（箱根駅伝） 6区 区間1位（59分33秒）
- 1982年 第58回 箱根駅伝 6区 区間1位（58分04秒・当時区間新記録）
- 1983年 第59回 箱根駅伝 6区 区間1位（57分47秒・当時区間新記録）

### マラソン
| 年月    | 大会名                         | タイム    | 順位 | 備考                              |
| ------- | ------------------------------ | --------- | ---- | --------------------------------- |
| 1985.02 | 別府大分毎日マラソン           | 2：13：16 | 優勝 |                                   |
| 1985.12 | 福岡国際マラソン               | 2：10：01 | 2位  |                                   |
| 1986.02 | 東京国際マラソン               | 2：11：42 | 7位  |                                   |
| 1986.10 | ソウルアジア競技大会           | 2：10：08 | 2位  |                                   |
| 1987.02 | 東京国際マラソン               | 2：10：06 | 優勝 |                                   |
| 1987.05 | ロンドンマラソン               | 2：09：50 | 優勝 |                                   |
| 1987.12 | 福岡国際マラソン               | 2：12：14 | 6位  |                                   |
| 1988.02 | 東京国際マラソン               | 2：13：16 | 9位  |                                   |
| 1988.10 | 北京国際マラソン               | 2：07：40 | 2位  | 自己最高記録、当時世界歴代7位     |
| 1989.03 | 東京国際マラソン               | 2：09：34 | 優勝 |                                   |
| 1989.08 | 北海道マラソン                 | 2：13：16 | 優勝 | 当時大会最高記録                  |
| 1990.04 | ロッテルダムマラソン           | 2：10：56 | 優勝 |                                   |
| 1991.02 | 東京国際マラソン               | 2：11：55 | 9位  |                                   |
| 1991.09 | 世界陸上競技選手権大会東京大会 | 2：14：57 | 優勝 | 世界陸上で日本人初の金メダル      |
| 1992.08 | バルセロナ五輪                 | 2：14：42 | 8位  | 日本男子初の五輪代表3選手全員入賞 |
| 1993.04 | ボストンマラソン               | 2：11：02 | 4位  |                                   |
| 1994.04 | ロッテルダムマラソン           | 2：10：46 | 5位  |                                   |
| 1995.03 | びわ湖毎日マラソン             | 2：11：51 | 4位  |                                   |
| 1995.12 | 福岡国際マラソン               | 2：10：42 | 7位  |                                   |
| 1996.08 | アトランタ五輪                 | 2：17：26 | 19位 |                                   |
| 1997.02 | 東京国際マラソン               | 2：11：26 | 4位  |                                   |

## 著書
- 『雑草のごとく　転んでも踏まれても立ち上がれ!』（出版芸術社、1992/12、ISBN 978-4882930488）